# Luis Amaranto Perea
Luis Amaranto Perea, född den 30 januari 1979 i Turbo, Colombia, är en colombiansk före detta fotbollsspelare/försvarare. 
Inför säsongen 2004/2005 kom han till Club Atlético de Madrid från det argentinska storlaget Boca Juniors.
Perea spelar mittback har genom åren gjort sig känd som en mycket snabb spelare. Idag spelar Perea för den mexikanska Cruz Azul och har kontrakt på 3,5 år.